# Pilšťský potok
Der Pilšťský potok (polnisch Ostra, deutsch Piltscher Bach) ist ein linker Nebenfluss der Opava in Polen und Tschechien.

## Verlauf
Die Ostra entspringt westlich von Branice in Polen. An ihrem zunächst nach Südosten führenden Lauf liegen Kałduny, Niekazanice und Ludmierzyce. Danach wendet sich der Bach nach Süden und erreicht über Pilszcz nach ca. 14 Kilometern tschechisches Gebiet, wo er als Pilšťský potok bezeichnet wird. Hier fließt der Bach östlich am Stříbrné jezero vorbei und mündet nach ca. 18 Kilometern bei Kateřinky am nördlichen Stadtrand von Opava in die Opava.

## Zuflüsse
- Jabłonka (r), unterhalb Ludmierzyce